# Heinz Pagels
Heinz Rudolph Pagels  (* 19. Februar 1939 in New York City; † 23. Juli 1988 in Aspen) war ein US-amerikanischer Physiker.

## Leben
Pagels’ Eltern waren in Stade aufgewachsen. Die aus einer lutherischen Pastorenfamilie stammende Mutter heiratete Heinz Pagels d. Ä. und emigrierte Anfang der 1920er Jahre (zur Zeit der  Hyperinflation) mit ihm in die  Vereinigten Staaten.
Heinz Rudolph Pagels studierte bis zum Bachelor an der Princeton University. An der Stanford University  promovierte er 1965 zum Ph.D. Ab 1966 war er an der Rockefeller University, die er 1983 als Associate Professor verließ. 1967 wurde er Sloan Research Fellow. Er ging als Executive Director an die New York Academy of Sciences. Er war auch Präsident der International League for Human Rights und Mitglied des Council on Foreign Relations in New York.
Pagels arbeitete vor allem auf den Gebieten Quantenchromodynamik, Astro-Teilchenphysik und Quantenfeldtheorie. Zuletzt befasste er sich auch mit der Theorie komplexer Systeme, dem Thema seines letzten Buches Dreams of Reason. Er wurde durch populärwissenschaftliche Bücher bekannt. Für The Cosmic Code. Quantum Physics as the Language of Nature erhielt er 1982 den Science Writing Award des American Institute of Physics. 1976 wurde er Fellow der American Physical Society.
Pagels starb beim Bergsteigen am Pyramid Peak in Colorado bei einem Sonntagsausflug mit seinem Doktoranden Seth Lloyd während seines Aufenthalts am Aspen Center for Physics. In Dreams of Reason hatte er noch über die Gefahren des Bergsteigens reflektiert. Er hinterließ die Theologin Elaine Pagels, die er 1969 geheiratet hatte.
Der Asteroid (3807) Pagels wurde nach ihm benannt.
Ihm zu Ehren ist der Heinz R. Pagels Human Rights of Scientists Award des Committee on Human Rights of Scientists der New York Academy of Sciences benannt.
Die Figur des Mathematikers und Chaostheoretikers Ian Malcolm im Roman Jurassic Park des US-amerikanischen Science-Fiction-Autors Michael Crichton ist von Heinz Pagels inspiriert.

## Werke
Aufsätze
- Collective model of the hadrons. In: Physical Review D. Band 14, 1976, S. 2747.
- Nonperturbative approach to QCD. In: Physical Review D. Band 15, 1977, S. 2991.
- Quantumchromodynamics. In: Physics Reports. Band 36, 1978, S. 137–276 (zusammen mit William J. Marciano).
- Vacuum of the quantum Yang Mills theory and magnetostatics. In: Nuclear Physics B. Band 143, 1978, S. 485 (zusammen mit E. Terry Tomboulis).
- Dynamical chiral symmetry breaking in QCD. In: Physical Review D. Band 19, 1979, S. 3080.
- Models of dynamically broken gauge theories. In: Physical Review D. Band 21, 1980, S. 2336.
- Complexity as Thermodynamic Depth. In: Annals of Physics. Band 188, 1988, S. 186–213. (zusammen mit Seth Lloyd).

Bücher
- Cosmic code. Quantenphysik als Sprache der Natur („The cosmic code“). Ullstein, Frankfurt am Main 1983, ISBN 3-550-07723-8.
- Die Zeit vor der Zeit. Das Universum bis zum Urknall („Perfect symmetry“). Ullstein, Berlin 1987, ISBN 3-550-07819-6.
- The Dreams of Reason. The Computer and the Rise of the Sciences of Complexity. Bantam Books, New York 1989, ISBN 0-553-34710-1.